# Fünf Ophelia-Lieder

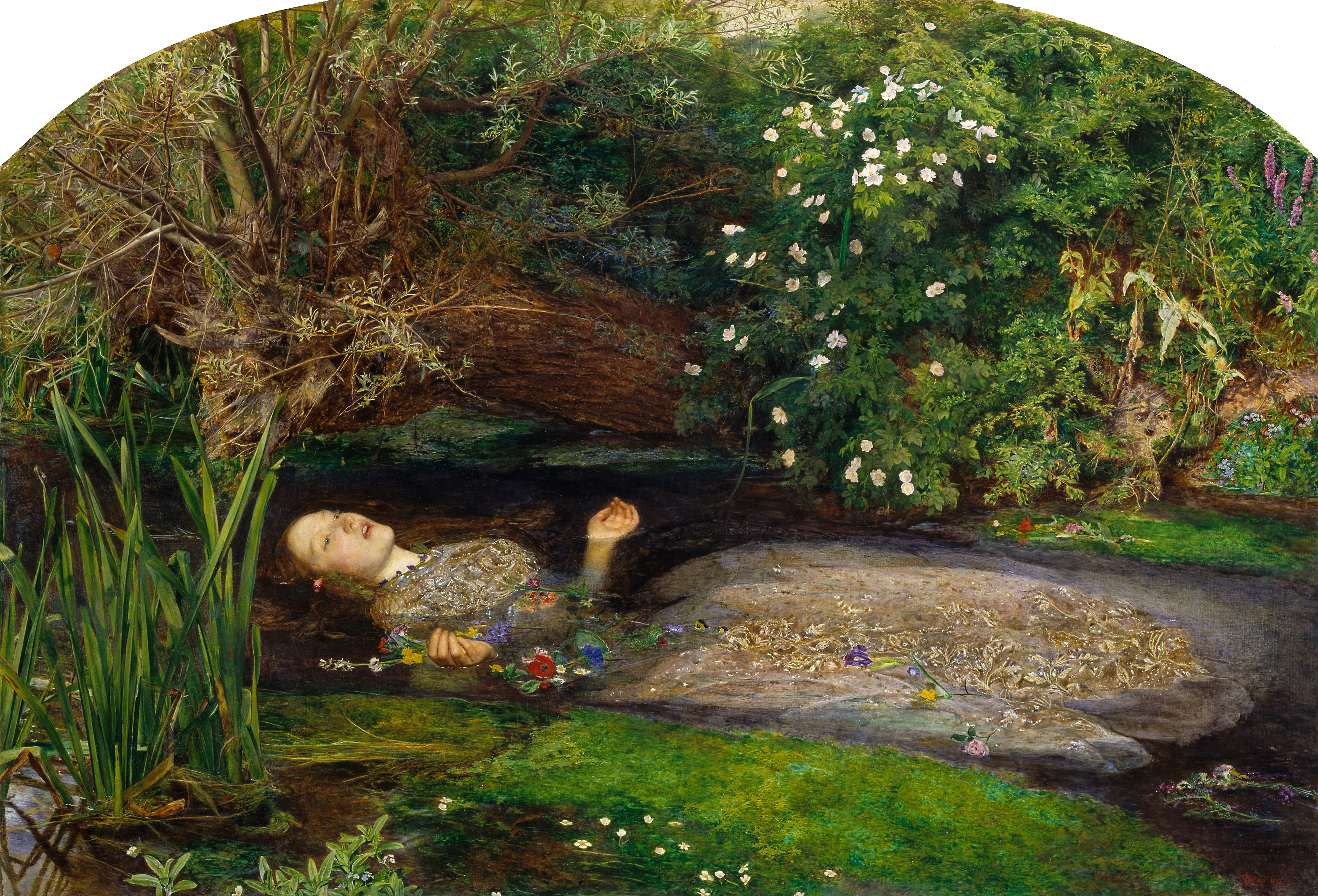
Ophelia geschilderd door John Everett Millais

Fünf Ophelia-Lieder is een liederencyclus uit 1873 van componist Johannes Brahms, gebaseerd op de liedteksten van Ophelia in het Shakespeare-drama Hamlet. 

## Geschiedenis
De hele cyclus duurt slechts drie minuten, wat kan verklaard worden uit de omstandigheid dat Brahms (1833-1897) geen liederencyclus voor ogen had, maar componeerde voor een korte voordracht in een toneelstuk. In 1873 vroeg de gevierde Weense Hofburg toneelspeler Josef Welinsky (1835-1907) aan Brahms enkele liederen op muziek te zetten welke Ophelia in het stuk Hamlet van Shakespeare ten gehore brengt. Het betreffende  toneelstuk zou eenmalig in Praag op 22 december van dat jaar uitgevoerd worden met de verloofde van Lewinsky, Olga Priecheisen (1853-1935) in de rol van Ophelia. Brahms kreeg er, de enige maal in zijn loopbaan, een vergoeding voor. Na de opvoering zijn de liederen in de vergetelheid geraakt, Brahms publiceerde de vijf liederen namelijk niet. In 1934 trof de musicoloog Kart Geiringer de partituur aan en gaf de liederen het daarop volgende jaar als cyclus uit. De liederen werden uit het Engels vertaald door de Duitse literatuurcriticus August Wilhelm von Schlegel (1767-1845).

## Teksten
Ophelia , een zwakke jonge vrouw onderdrukt en gemanipuleerd door haar vader, haar broer en Hamlet, stort geestelijk in en uit zich incoherent of zingt een lied als antwoord aan degenen die haar aanspreken. De liederen illustreren de ambivalente betrekkingen met haar vader om wie zij rouwt en met Hamlet die haar vader vermoord heeft.
De liederen die zij zingt, worden verondersteld traditioneel van aard te zijn en Brahms die een zwak had voor volksmuziek houdt zich zowel in zijn compositie als in de begeleiding aan hun traditionele eenvoud. De actrice Olga Preiseisen zou de liederen a capella gebracht hebben en alleen tijdens de repetities door een piano begeleid zijn. Het derde lied over Valentijnsdag is de uitzondering op het melancholische karakter van de liederen. Als een oorspronkelijk lied zou de inhoud op de zedeloosheid van een jonge vrouw slaan, die op Valentijnsdag het slaapvertrek van een man betreedt. Maar in het kader van het drama van Shakespeare dient het om de conflictueuze relatie van Ophelia met de mannen Hamlet, Polonius en Laertes te belichten.
| Wie erkenn ich dein Treulieb Wie erkenn ich dein Treulieb Vor den andern nun? An dem Muschelhut und Stab. Und den Sandalschuh’n. Er ist lange tot und hin, Tot und hin, Fräulein! Ihm zu Häupten ein Rasen grün, Ihm zu Fuss ein Stein. | - Hoe herken ik als trouw lief, Jou uit mannen koen? Aan de schelpenhoed en staf. Aan de open schoen. Hij is lang al dood en heen. Dood, mevrouw, en heen! Aan zijn hoofd wat zoden groen, Aan de voet een steen. |
| Sein Leichenhemd weiss Sein Leichenhemd weiss wie Schnee zu sehn, Geziert mit Blumensegen, Das unbetränt (1) zum Grab musst’ gehn Von Liebesregen. | - Zijn wade wit als sneeuw onberoerd, Met bloesem op ‘n baar gelegen, Maar niet naar ‘t donker graf gevoerd In tranenregen. |
| Auf morgen ist Sankt Valentins Tag Auf morgen ist Sankt Valentins Tag, Wohl an der Zeit noch früh, Und ich, ’ne Maid, am Fensterschlag Will sein eu’r Valentin. Er war bereit, tät an sein Kleid, Tät auf die Kammertür, Liess ein die Maid, die als ’ne Maid Ging nimmermehr herfür.                                                                                        | - En morgen is het Sint Valentijns dag, Begint al ’s morgens vroeg, En ik, een maagd, voor uw venster staand Zal zijn uw Valentijn. Hij was gereed, deed aan zijn kleed, En deed van ‘t slot de deur. Liet in de maagd, die als een maagd Er nimmer ging vandoor.                                                              |
| Sie trugen ihn auf der Bahre bloss Sie trugen ihn auf der Bahre bloss, Leider, ach leider! Und manche Trän’ fiel in Grabes Schoss, Ihr müsst singen: ’Nunter! Und ruft ihr ihn ’nunter. Denn traut lieb Fränzel ist all meine Lust. | - Zij droegen hem open op de baar Helaas, ach helaas! En tranen in ‘t graf zij volgden elkaar. U moet zingen: Nonder! En noemt u hem ‘n onder. Want met lief Fransje vorm ik een paar. |
| Und kommt er nicht mehr zurück? Und kommt er nicht mehr zurück? Und kommt er nicht mehr zurück? Er ist tot, o weh! In dein Todesbett geh, Er kommt ja nimmer zurück. Sein Bart war so weiss wie Schnee, Sein Haupt dem Flachse gleich: Er ist hin, ist hin, Und kein Leid bringt Gewinn: Gott helf’ ihm ins Himmelreich! Vertaling William Shakespeare , August von Schlegel | - En komt hij niet meer terug? En komt hij niet meer terug? Dood en bijgezet! Zoek je eigen doodsbed, Hij komt echt nooit meer terug. Zijn baard was zo wit als sneeuw, Zijn haar als was het vlas: Hij is heen, hij is heen, Aan ons rest slechts geween: Spaar hem, Deo gratias! Vertaling uit het Duits: August Agasi, 2021 |

(1) Bij Shakespeare staat er echter “bewept”. “Betränt” en niet “unbetränt” zou de vertaling moeten zijn, wat de strekking van de strofe in zijn tegendeel doet verkeren.

## Bron
- https://www.liederabend.cat/en/bloc/entrades/687-ophelia-and-brahms

## Discografie
- Brahms: 5 Ophelia Lieder · Isabelle Druet · Anne Le Bozec: https://www.youtube.com/watch?v=0kFg7Pl-Tv0
- Jessy Norman: https://www.youtube.com/watch?v=M_McXcIvS